# Goträsket
Goträsket är en sjö i Älvsbyns kommun i Norrbotten och ingår i Piteälvens huvudavrinningsområde. Sjön har en area på 0,062 kvadratkilometer och ligger 202,1 meter över havet. Goträsket ligger i Piteälven Natura 2000-område.

## Delavrinningsområde
Goträsket ingår i det delavrinningsområde (729909-170741) som SMHI kallar för Utloppet av Småträsken. Medelhöjden är 250 meter över havet och ytan är 9,67 kvadratkilometer. Räknas de 10 avrinningsområdena uppströms in blir den ackumulerade arean 88,77 kvadratkilometer. Vistbäcken (Laverbäcken) som avvattnar avrinningsområdet har biflödesordning 3, vilket innebär att vattnet flödar genom totalt 3 vattendrag innan det når havet efter 105 kilometer. Avrinningsområdet består mestadels av skog (92 procent). Avrinningsområdet har 0,61 kvadratkilometer vattenytor vilket ger det en sjöprocent på 6,3 procent.